# 正猴鯊
正猴鯊（学名：Cryptocentrus caeruleomaculatus），又名棕斑絲鰕虎魚，为鰕虎科絲鰕虎魚屬下的一个种。

## 扩展阅读
- 維基物種上的相關：正猴鯊